# Катаро-марокканские отношения
Катаро-марокканские отношения — двусторонние дипломатические отношения между Катаром и Марокко. Отношения официально были установлены в 1972 году. Между двумя странами существует значительное экономическое сотрудничество, а Катар является одним из крупнейших иностранных инвесторов в Марокко. В 2011 году было создано совместное предприятие стоимостью 2 миллиарда долларов между суверенным фондом Катара и Марокко.
В политическом плане Катар поддерживает претензии Марокко на Западную Сахару, однако их поддержка носит эпизодический и нестабильный характер из-за возможной предвзятости новостей от Al Jazeera и её интервью с рядом сахарских диссидентов, выступающих против марокканского правительства. Во время катарского дипломатического кризиса 2017 года Марокко предложило посредничество в споре и даже направило гуманитарную помощь Катару, которому было запрещено пользоваться наземными, воздушными и морскими путями, принадлежащим соседним странам.

## Дипломатические визиты
Король Марокко Мухаммед VI, пришедший к власти в 1999 году, совершил свой первый официальный визит в Катар в июне 2002 года.
Эмир Катара Хамад бин Халифа Аль Тани совершил свой первый визит в Марокко в октябре 2002 года. В июле 2005 года он посетил Марокко с официальным двухдневным визитом.

## Дипломатическое сотрудничество

### Западная Сахара
Катар заявил о своей поддержке Марокко в отношении Западной Сахары, однако их поддержка носит эпизодический и нестабильный характер из-за предполагаемой предвзятости новостей от Al Jazeera и её интервью с рядом сахарских диссидентов, выступающих против марокканского правительства. Однако после кризиса в Катаре в 2017 году Al Jazeera перешла на более промарокканскую позицию в соответствии с мнением правительства Катара.

### Общественно-политические разногласия
В июне 2000 года Марокко отозвало своего посла в Дохе в ответ на то, что Катар проголосовал за Германию, а не за Марокко при выборе хозяина Чемпионата мира по футболу 2006 года. Две страны согласились возобновить нормальные дипломатические отношения в октябре 2000 года. Тем не менее, отношения продолжали переживать взлёты и падения. Закупка Катаром оружия британского производства для Алжира не была хорошо воспринята Рабатом, а марокканские СМИ критиковали базирующуюся в Катаре компанию Al Jazeera за выпуск программ, которые были названы «антимарокканскими».

#### Катарский дипломатический кризис
5 июня 2017 года ряд государств во главе с Саудовской Аравией разорвали связи с Катаром. Марокко заявило, что останется нейтральным в этом кризисе, и 11 июня сделало предложение о посредничестве в споре. 13 июня Марокко заявило, что отправит Катару продовольственную помощь на фоне его изоляции от морских, воздушных и сухопутных путей, принадлежащих блокирующим странам. Министерство иностранных дел Марокко заявило, что продовольственная помощь отправляется в соответствии с духом священного месяца Рамадан.
Хотя марокканское правительство придерживалось нейтральной позиции, Партия справедливости и развития, ведущая партия Марокко, заявила о своей поддержке Катара в этом споре.
Недовольные нейтралитетом Марокко, некоторые СМИ Саудовской Аравии и ОАЭ, двух блокирующих стран, подняли вопрос о независимости Западной Сахары в попытке повлиять на Марокко, чтобы оно поддержало бойкот Катара.

### Внешняя помощь
В декабре 2013 года Катар пообещал выделить Марокко 1,25 млрд долларов США в качестве иностранной помощи. Эта помощь является частью пятилетнего пакетного соглашения, заключённого четырьмя членами ССАГПЗ, о предоставлении помощи Марокко на сумму 5 миллиардов долларов в попытке укрепить его политическую безопасность.

### Экономика
В ноябре 2011 года между Марокко и суверенным фондом Катара было создано совместное предприятие. По сообщениям, его стоимость оценивалась в 2 миллиарда долларов, причём оба партнёра вносили равный вклад в финансирование.
В 2015 году объём торговли между Марокко и Катаром оценивался в 70 миллионов долларов.
В 2016 году Катар занял пятое место по объёму прямых иностранных инвестиций в Марокко.

### Средства массовой информации
В 2006 году Марокко было выбрано в качестве принимающей стороны для североафриканского новостного шоу Аль-Джазиры «Аль-Хасад аль-Магариби». Марокко было сочтено подходящим местом для базирования программы из-за мягких законов о СМИ по сравнению с соседними странами. В начале 2008 года марокканские власти аннулировали разрешение телеканала на трансляцию шоу в стране под предлогом технических нюансов. Затем в июне 2008 года они лишили аккредитации журналиста Хасана Рашиди, когда он сообщил о докладе, выпущенном базирующейся в Марокко правозащитной организацией. За этим последовало лишение аккредитации ещё двух журналистов в 2009 году, а в октябре 2010 года власти официально лишили аккредитации всех базирующихся в Марокко журналистов «Аль-Джазиры». 29 октября Марокко объявило о прекращении деятельности Аль-Джазиры в стране. Главной причиной, которую назвали власти, была предполагаемая благосклонность по отношению к независимости Западной Сахары. Двусторонние отношения между двумя странами не пострадали от этого инцидента.
Во время трансляции Панарабских игр 2011 года катарским спортивным каналом «Аль-Касс» на карте, изображающей территории Марокко, не было спорной Западной Сахары из-за якобы технической ошибки. Несмотря на предыдущие заявления Катара о признании марокканского суверенитета над Западной Сахарой, группа марокканских хакеров начала операцию под названием «Марокканская месть», в ходе которой они атаковали сайты, принадлежащие правительству Катара. Среди взломанных сайтов были страница Катара на Facebook, посвященная чемпионату мира по футболу 2022 года, и официальная страница Панарабских игр.